# Boots Riley
Raymond Lawrence Riley, detto Boots (Chicago, 1971), è un rapper e produttore discografico statunitense.
Dal 1991 è il cantante e frontman dei The Coup, di cui è stato il fondatore. Dal 2006 al 2010 ha fatto parte del gruppo musicale Street Sweeper Social Club. Nel 2018 ha esordito al cinema, scrivendo e dirigendo la commedia nera Sorry to Bother You.

## Biografia
Riley nasce nel 1971 a Chicago da padre afroamericano e madre per metà afroamericana e per metà ebrea tedesca. Per quando ha sei anni, la sua famiglia si è trasferita prima a Detroit e poi stabilmente ad Oakland. Si interessa alla politica in giovane età, anche grazie ai genitori di simpatie sindacaliste, entrando nelle file del Comitato Internazionale Contro il Razzismo (InCAR) a 14 anni e in quelle del Progressive Labor Party a 15.
Nel 1991, all'età di 20 anni, fonda il gruppo political hip hop The Coup assieme ad Eric "E-roc" Davis, con cui lavorava alla United Parcel Service. A loro si aggiunge l'anno seguente la DJ Pam the Funkstress.

## Discografia

### Coi The Coup
- 1993 – Kill My Landlord
- 1994 – Genocide & Juice
- 1998 – Steal This Album
- 2001 – Party Music
- 2006 – Pick a Bigger Weapon
- 2012 – Sorry to Bother You

### Coi Street Sweeper Social Club
- 2009 – Street Sweeper Social Club

## Filmografia

### Regista, sceneggiatore e compositore
- Sorry to Bother You (2018)
- I'm a Virgo (2023)

### Doppiatore
- I Simpson (The Simpsons) – serie TV, episodio 16x09 (2005)